# Пстшейовиці
Пстшейовиці (пол. Pstrzejowice) — село в Польщі, у гміні Завоня Тшебницького повіту Нижньосілезького воєводства.
У 1975-1998 роках село належало до Вроцлавського воєводства.